# 陈天立
陈天立（？—1712年），字利震，号英侯。福建长乐人。清朝官員。举人出身。

## 生平
康熙十九年（1680）举人。初任大名县令，缓征恤刑，民德之，为立生祠。以亲老乞养归，送者数百里。丁忧，服阙，补江南宁国府泾县知县。岁饥，捐廉煮粥，以赈贫乏。大水漂骸以千计，立义冢瘗之。复捐筑河堤，平息水患。
康熙五十年（1711年），陈天立任江南乡试同考官，因卷入辛卯科场案。安徽徽州歙县盐商吴荣赞之子、贡生吴泌在考前请求安徽巡抚叶九思关照，定下以“其实有”三字为字眼。叶九思将字眼交给陈天立，由他转交给副主考赵晋。陈天立凭关节查到吴泌试卷，串通负责批阅吴泌试卷的同考官、句容县知县王曰俞，由王曰俞将吴泌的试卷作为荐卷，由赵晋录取吴泌。案发被捕后不久，陈天立在狱中自缢身故。